# Na Pho (huyện)
Na Pho (tiếng Thái: นาโพธิ์) là huyện (‘‘amphoe’’) cực bắc của tỉnh Buriram, đông bắc Thái Lan.

## Địa lý
Các huyện giáp ranh (từ phía nam theo chiều kim đồng hồ) là Phutthaisong của tỉnh Buriram,
Nong Song Hong của tỉnh Khon Kaen, Na Chueak và Yang Sisurat of Maha Sarakham Province.

## Lịch sử
Tiểu huyện (King Amphoe) đã được thành lập ngày 31 tháng 3 năm 1981, khi 4 tambon Na Pho, Ban Khu, Ban Du và Don Kok được tách khỏi Phutthaisong. Đơn vị này đã được nâng thành huyện ngày 1 tháng 1 năm 1988.

## Hành chính
Huyện này được chia thành 5 phó huyện (tambon), các đơn vị này lại được chia thành 71 làng (muban). Na Pho là một thị trấn (thesaban tambon) nằm trên một phần của tambon Na Pho and Si Sawang. Ngoài ra có 5 tổ chức hành chính tambon (TAO).
| Số TT | Tên       | Tên tiếng Thái | Số làng | Dân số |  |
| ----- | --------- | -------------- | ------- | ------ |  |
| 1.    | Na Pho    | นาโพธิ์          | 18      | 7.189  |  |
| 2.    | Ban Khu   | บ้านคู           | 15      | 6.947  |  |
| 3.    | Ban Du    | บ้านดู่           | 12      | 5.613  |  |
| 4.    | Don Kok   | ดอนกอก         | 16      | 7.922  |  |
| 5.    | Si Sawang | ศรีสว่าง         | 10      | 5.464  |  |